# Liste der Baudenkmale in Burgdorf (Region Hannover)
Liste der Baudenkmale in Burgdorf enthält alle Baudenkmale Burgdorfs und deren Ortsteile Beinhorn, Dachtmissen, Heeßel, Hülptingsen, Otze, Ramlingen-Ehlershausen, Schillerslage, Sorgensen und Weferlingen. Die Quelle der Baudenkmale ist der Denkmalatlas Niedersachsen. Der Stand der Liste ist der 12. März 2021.

## Allgemein
In den Spalten befinden sich folgende Informationen:
- Lage: die Adresse des Baudenkmales und die geographischen Koordinaten. Kartenansicht, um Koordinaten zu setzen. In der Kartenansicht sind Baudenkmale ohne Koordinaten mit einem roten Marker dargestellt und können in der Karte gesetzt werden. Baudenkmale ohne Bild sind mit einem blauen Marker gekennzeichnet, Baudenkmale mit Bild mit einem grünen Marker.
- Bezeichnung: Bezeichnung des Baudenkmales
- Beschreibung: die Beschreibung des Baudenkmales. Unter § 3 Abs. 2 NDSchG werden Einzeldenkmale und unter § 3 Abs. 3 NDSchG Gruppen baulicher Anlagen und deren Bestandteile ausgewiesen.
- ID: die Objekt-ID des Baudenkmales
- Bild: ein Bild des Baudenkmales, ggf. zusätzlich mit einem Link zu weiteren Fotos des Baudenkmals im Medienarchiv Wikimedia Commons. Wenn man auf das Kamerasymbol klickt, können Fotos zu Baudenkmalen aus dieser Liste hochgeladen werden:

## Beinhorn

### Gruppe: Hofanlage Am Brink 3
Die Gruppe „Hofanlage Am Brink 3“ hat die ID 30958271.

| Lage                                   | Bezeichnung              | Beschreibung | ID       | Bild |
| -------------------------------------- | ------------------------ | ------------ | -------- | ---- |
| Am Brink 3 52° 26′ 32″ N, 9° 56′ 27″ O | Wohn-/Wirtschaftsgebäude |              | 30962367 |      |
| Am Brink 3 52° 26′ 31″ N, 9° 56′ 28″ O | Nebengebäude             |              | 30962423 | BW   |
| Am Brink 3 52° 26′ 33″ N, 9° 56′ 28″ O | Altenteil                |              | 33781281 | BW   |
| Am Brink 3 52° 26′ 34″ N, 9° 56′ 24″ O | Backhaus                 |              | 30962385 | BW   |

### Einzelbaudenkmale
| Lage                                   | Bezeichnung              | Beschreibung | ID       | Bild |
| -------------------------------------- | ------------------------ | ------------ | -------- | ---- |
| Am Brink 5 52° 26′ 34″ N, 9° 56′ 32″ O | Wohn-/Wirtschaftsgebäude |              | 30962441 |      |

## Burgdorf

### Gruppe: Friedhof Bahnhofstraße 1
Die Gruppe „Friedhof Bahnhofstraße 1“ hat die ID 30958169.

| Lage                                        | Bezeichnung | Beschreibung | ID       | Bild |
| ------------------------------------------- | ----------- | --- | -------- | ---- |
| Bahnhofstraße 1 52° 26′ 45″ N, 10° 0′ 9″ O  | Kapelle     | 1868 wurde die heutige Magdalenenkapelle als Aussegnungskapelle erbaut. Entsprechend der Bauzeit zeigt die Kapelle neugotische Details. Bereits 1583 wurde eine Magdalenenkapelle als Vorgängerbau auf dem Friedhof errichtet. Diese wurde 1815 abgerissen.                                | 30962532 |      |
| Bahnhofstraße 1 52° 26′ 46″ N, 10° 0′ 11″ O | Friedhof    | Der Magdalenenfriedhof wurde im späten 16. Jahrhundert angelegt. Es grassierte eine Pestwelle um die Zeit. Darum wurde vor dem Hannoverschen Tor eine Parzelle abgesteckt. Auf dem Friedhof befinden sich zahlreiche Gräber und Grabmale aus dem 19. Jahrhundert und der Jahrhundertwende. | 30962514 |      |

### Gruppe: Gemeindehaus Gartenstraße 28
Die Gruppe „Gemeindehaus Gartenstraße 28“ hat die ID 30958179.

| Lage                                       | Bezeichnung | Beschreibung                                                                   | ID       | Bild |
| ------------------------------------------ | ----------- | ------------------------------------------------------------------------------ | -------- | ---- |
| Gartenstraße 28 52° 27′ 0″ N, 10° 0′ 43″ O | Wohnhaus    | An den Kirchenbau östlich anschließendes Wohn- und Gemeindehaus St. Pankratius | 33781415 |      |
| Gartenstraße 28 52° 27′ 0″ N, 10° 0′ 42″ O | Kirche      | Als Kirche erbaut, heute Gemeindehaus St. Pankratius                           | 30962716 |      |

### Gruppe: Kirchenanlage Marktstraße/Spittaplatz
Die Gruppe „Kirchenanlage Marktstraße/Spittaplatz“ hat die ID 0958189.

| Lage                                      | Bezeichnung         | Beschreibung | ID       | Bild |
| ----------------------------------------- | ------------------- | --- | -------- | ---- |
| Marktstraße 4 52° 26′ 45″ N, 10° 0′ 19″ O | Wohn-/Geschäftshaus | | 30962952 |      |
| Marktstraße 5 52° 26′ 46″ N, 10° 0′ 19″ O | Wohn-/Geschäftshaus | | 30962977 |      |
| Marktstraße 6 52° 26′ 46″ N, 10° 0′ 20″ O | Wohn-/Geschäftshaus | | 30962997 |      |
| Marktstraße 7 52° 26′ 46″ N, 10° 0′ 20″ O | Wohn-/Geschäftshaus | | 30963015 |      |
| Marktstraße 8 52° 26′ 46″ N, 10° 0′ 21″ O | Wohn-/Geschäftshaus | | 30963034 |      |
| Marktstraße 9 52° 26′ 46″ N, 10° 0′ 22″ O | Wohnhaus            | | 30963054 |      |
| Spittaplatz 52° 26′ 46″ N, 10° 0′ 24″ O   | Kirche              | Die Stadtkirche St. Pankratius Burgdorf wurde im Jahre 1809 nach einem Brand neu erbaut. Dabei wurden Teile des Vorgängerbaus verwendet. Eingeweiht wurde die Kirche im Jahre 1814. Der Turm wurde 1859 fertiggestellt. Im Jahre 1900 wurde die Kirche umgestaltet. Im Inneren befindet sich ein großer Kanzelaltar, dieser ist von vier Säulen flankiert. Die Orgel ist aus der Zeit um 1585 und wurde von Hans Scherer für die Hildesheimer Georgiikirche gefertigt. 1812 wurde diese Orgel erworben. | 30964002 |      |
| Spittaplatz 1 52° 26′ 46″ N, 10° 0′ 22″ O | Schule              | | 30964022 |      |
| Spittaplatz 2 52° 26′ 45″ N, 10° 0′ 22″ O | Doppelhaus          | ehem. als Kantorei genutzt | 30964042 |      |
| Spittaplatz 3 52° 26′ 45″ N, 10° 0′ 24″ O | Superintendentur    | | 30964064 |      |

### Gruppe: Wohn- und Geschäftshäuser Marktstraße
Die Gruppe „Wohn- und Geschäftshäuser Marktstraße“ hat die ID 30958199.

| Lage                                                      | Bezeichnung         | Beschreibung | ID       | Bild |
| --------------------------------------------------------- | ------------------- | --- | -------- | ---- |
| Marktstraße 44 52° 26′ 49″ N, 10° 0′ 32″ O                | Wohn-/Geschäftshaus | | 30963108 |      |
| Marktstraße 45 52° 26′ 49″ N, 10° 0′ 32″ O                | Wohn-/Geschäftshaus | | 30963126 |      |
| Marktstraße 46 52° 26′ 49″ N, 10° 0′ 31″ O                | Wohn-/Geschäftshaus | | 30963144 |      |
| Marktstraße 47 52° 26′ 49″ N, 10° 0′ 31″ O                | Wohn-/Geschäftshaus | | 30963162 |      |
| Marktstraße 48 52° 26′ 49″ N, 10° 0′ 31″ O                | Wohn-/Geschäftshaus | | 30963180 |      |
| Marktstraße 49 52° 26′ 49″ N, 10° 0′ 30″ O                | Wohn-/Geschäftshaus | | 30963198 |      |
| Marktstraße 50 52° 26′ 49″ N, 10° 0′ 30″ O                | Wohn-/Geschäftshaus | | 30963216 |      |
| Marktstraße 51 52° 26′ 48″ N, 10° 0′ 29″ O                | Wohn-/Geschäftshaus | | 30963234 |      |
| Marktstraße 52 52° 26′ 48″ N, 10° 0′ 29″ O                | Wohn-/Geschäftshaus | | 30963252 |      |
| Marktstraße 53 52° 26′ 48″ N, 10° 0′ 28″ O                | Wohn-/Geschäftshaus | Neu erbaut nach dem großen Brand 1809. Genaues Baujahr ist nicht bekannt. Bauherr und Besitzer sind nicht bekannt. Im August 1938 erwarb Franz Buss das Haus. Er baute das Erdgeschoss in den kommenden Monaten aus und eröffnete am 15. Februar 1938 die CENTRAL-Drogerie in dem Haus. 1972 übernahm sein Schwiegersohn Achim Buttstädt mit Ehefrau Elke das Geschäft. Heute befindet sich nach weiteren kleineren Umbauten eine Parfümerie in dem Ladenlokal. | 30963270 |      |
| Marktstraße 54 52° 26′ 48″ N, 10° 0′ 28″ O                | Wohn-/Geschäftshaus | | 30963288 |      |
| Marktstraße 55 52° 26′ 48″ N, 10° 0′ 26″ O                | Rathaus             | Der Vorgängerbau brannte 1802 ab. An der gleichen Stelle wurde von 1817 bis 1818 ein Neubau errichtet, verwendbare Teile des Fundamentes und des Kellers wurden dabei verwendet. Die Pläne wurden vom Zimmermeister Mohwinkel verwendet, der hatte auch den Vorgängerbau geplant. Ursprünglich war es ein zweigeschossiges Haus mit einem Walmdach. Von 1950 bis 1955 wurde das Haus aufgestockt, der Putz entfernt und das Dach zu einem Satteldach umgebaut. 1955 wurde auch die Schmußfassade mit dem Prachterker angebaut. Heute ist das Gebäude das Rathaus I der Stadt Burgdorf. | 30963306 |      |
| Marktstraße 56 52° 26′ 48″ N, 10° 0′ 25″ O                | Wohn-/Geschäftshaus | | 30963326 |      |
| Marktstraße 57 52° 26′ 48″ N, 10° 0′ 25″ O                | Wohn-/Geschäftshaus | | 30963344 |      |
| Marktstraße 59 52° 26′ 47″ N, 10° 0′ 23″ O                | Wohn-/Geschäftshaus | Das traufständige Haus wurde 1911 erbaut. Es ist ein Fachwerkhaus. Hier befindet sich heute die Stadtsparkasse. | 30963380 |      |
| Marktstraße 60 52° 26′ 47″ N, 10° 0′ 22″ O                | Wohn-/Geschäftshaus | | 30963401 |      |
| Marktstraße 61 52° 26′ 47″ N, 10° 0′ 22″ O                | Wohn-/Geschäftshaus | | 30963419 |      |
| Marktstraße 62 52° 26′ 47″ N, 10° 0′ 21″ O                | Wohn-/Geschäftshaus | | 30963437 |      |
| Marktstraße 63 52° 26′ 47″ N, 10° 0′ 21″ O                | Wohn-/Geschäftshaus | | 30963455 |      |
| Marktstraße 64 52° 26′ 47″ N, 10° 0′ 20″ O                | Wohn-/Geschäftshaus | | 30963478 |      |
| Marktstraße 65 52° 26′ 47″ N, 10° 0′ 20″ O                | Wohn-/Geschäftshaus | | 30963496 |      |
| Marktstraße 66/Klaukengasse 3 52° 26′ 47″ N, 10° 0′ 19″ O | Wohn-/Geschäftshaus | | 30963516 |      |
| Marktstraße 67 52° 26′ 46″ N, 10° 0′ 18″ O                | Wohn-/Geschäftshaus | | 30963534 |      |
| Rathausstraße 1 52° 26′ 49″ N, 10° 0′ 25″ O               | Wohn-/Geschäftshaus | | 30963753 |      |
| Rathausstraße 2 52° 26′ 49″ N, 10° 0′ 25″ O               | Wohn-/Geschäftshaus | | 30963771 |      |

### Gruppe: Wohnhäuser Mittelstraße
Die Gruppe „Wohnhäuser Mittelstraße“ hat die ID 30958189.

| Lage                                        | Bezeichnung         | Beschreibung                                                                          | ID       | Bild |
| ------------------------------------------- | ------------------- | ------------------------------------------------------------------------------------- | -------- | ---- |
| Mittelstraße 10 52° 26′ 49″ N, 10° 0′ 22″ O | Wohn-/Geschäftshaus |                                                                                       | 30958209 |      |
| Mittelstraße 11 52° 26′ 49″ N, 10° 0′ 23″ O | Wohnhaus            |                                                                                       | 30963570 |      |
| Mittelstraße 12 52° 26′ 49″ N, 10° 0′ 23″ O | Wohnhaus            |                                                                                       | 30963588 |      |
| Mittelstraße 13 52° 26′ 49″ N, 10° 0′ 24″ O | Wohnhaus            |                                                                                       | 30963608 |      |
| Mittelstraße 14 52° 26′ 50″ N, 10° 0′ 25″ O | Wohnhaus            | Pfarrwitwenhaus, erbaut Mitte des 17. Jahrhunderts. 2007 saniert nach schwerem Brand. | 30963628 |      |
| Mittelstraße 15 52° 26′ 50″ N, 10° 0′ 26″ O | Wohn-/Geschäftshaus |                                                                                       | 30963628 |      |

### Gruppe: Villa mit Remise und Freifläche
Die Gruppe „Villa mit Remise und Freifläche“ hat die ID 30958342.

| Lage                                                  | Bezeichnung | Beschreibung | ID       | Bild |
| ----------------------------------------------------- | ----------- | ------------ | -------- | ---- |
| Schillerslagerstraße 7 52° 27′ 0″ N, 10° 0′ 0″ O      | Villa       |              | 30963841 |      |
| Schillerslagerstraße 7/7a 52° 27′ 0″ N, 9° 59′ 59″ O  | Freifläche  |              | 30963860 |      |
| Schillerslagerstraße 7/7a 52° 26′ 59″ N, 9° 59′ 59″ O | Remise      |              | 30963876 |      |

### Gruppe: Schloß Spittaplatz
Die Gruppe „Schloß Spittaplatz“ hat die ID 30958219.

| Lage                                                    | Bezeichnung   | Beschreibung | ID       | Bild |
| ------------------------------------------------------- | ------------- | --- | -------- | ---- |
| Spittaplatz 5 52° 26′ 42″ N, 10° 0′ 25″ O               | Amtshaus      | Schloss Burgdorf | 30964091 |      |
| Spittaplatz 5 52° 26′ 43″ N, 10° 0′ 25″ O               | Schlossgarten | | 30965649 |      |
| Vor dem Hannoverschen Tor 1 52° 26′ 42″ N, 10° 0′ 18″ O | Villa         | Die Landratsvilla wurde bis 1911 erbaut. Im Jahre 1963 wurde die Villa zum Rathaus, dem sogenannten Rathaus II, umgebaut. Es ist ein zweigeschossiges Haus mit einem Mansardwalmdach. | 30964326 |      |
| Vor dem Hannoverschen Tor 2 52° 26′ 44″ N, 10° 0′ 17″ O | Kutscherhaus  | Zu der Landratsvilla gehört die Remise mit der Kutscherwohnung. | 30966014 |      |

### Gruppe: Friedhof Uetzer Straße
Die Gruppe „Friedhof Uetzer Straße“ hat die ID 30958230.

| Lage                                             | Bezeichnung | Beschreibung | ID       | Bild |
| ------------------------------------------------ | ----------- | ------------ | -------- | ---- |
| Uetzer Straße 72 - 83 52° 26′ 36″ N, 10° 1′ 4″ O | Kapelle     |              | 30964204 |      |
| Uetzer Straße 84 - 89 52° 26′ 34″ N, 10° 1′ 5″ O | Friedhof    |              | 30964186 |      |

### Gruppe: Wohnhäuser Wallgartenstraße
Die Gruppe „Wohnhäuser Wallgartenstraße“ hat die ID 30958250.

| Lage                                            | Bezeichnung | Beschreibung | ID       | Bild |
| ----------------------------------------------- | ----------- | ------------ | -------- | ---- |
| Wallgartenstraße 6 52° 26′ 57″ N, 10° 0′ 35″ O  | Wohnhaus    |              | 30964346 |      |
| Wallgartenstraße 7 52° 26′ 57″ N, 10° 0′ 35″ O  | Wohnhaus    |              | 30964364 |      |
| Wallgartenstraße 8 52° 26′ 57″ N, 10° 0′ 35″ O  | Wohnhaus    |              | 30964382 |      |
| Wallgartenstraße 9 52° 26′ 57″ N, 10° 0′ 35″ O  | Wohnhaus    |              | 30964400 |      |
| Wallgartenstraße 10 52° 26′ 58″ N, 10° 0′ 35″ O | Wohnhaus    |              | 30964418 |      |
| Wallgartenstraße 11 52° 26′ 58″ N, 10° 0′ 35″ O | Wohnhaus    |              | 30964436 |      |
| Wallgartenstraße 12 52° 26′ 58″ N, 10° 0′ 35″ O | Wohnhaus    |              | 30964454 |      |
| Wallgartenstraße 13 52° 26′ 58″ N, 10° 0′ 34″ O | Wohnhaus    |              | 30958250 |      |

### Einzelbaudenkmale
| Lage                                                 | Bezeichnung              | Beschreibung | ID       | Bild |
| ---------------------------------------------------- | ------------------------ | --- | -------- | ---- |
| Am Brandende 1 52° 26′ 48″ N, 10° 0′ 18″ O           | Wohnhaus                 | | 30962458 |      |
| Am Brandende 2 52° 26′ 49″ N, 10° 0′ 18″ O           | Wohnhaus                 | | 30962475 |      |
| Am Brandende 6 52° 26′ 50″ N, 10° 0′ 19″ O           | Wohnhaus                 | | 30962497 |      |
| Am Wasserturm 6 52° 27′ 4″ N, 10° 0′ 33″ O           | Wasserturm               | Turm wurde 1921 gebaut als Teil einer schon länger bestehenden Konservenfabrik (Ludwig Warnecke). Nach Stilllegung in den frühen 1970ern in Wohngebäude umgewandelt. | 30964507 |      |
| Bahnhofstraße 2 52° 26′ 47″ N, 10° 0′ 14″ O          | Lagergebäude             | | 30962552 |      |
| Bahnhofstraße 11 52° 26′ 54″ N, 10° 0′ 12″ O         | Wohnhaus                 | | 30962588 |      |
| Bahnhofstraße 18A 52° 26′ 49″ N, 10° 0′ 15″ O        | Speicher                 | | 30962867 |      |
| Bergstraße 2 52° 26′ 51″ N, 10° 0′ 40″ O             | Wandständerhaus          | | 30962605 |      |
| Braunschweiger Straße 11 52° 26′ 38″ N, 10° 0′ 39″ O | Wohnhaus                 | Das Fachwerkhaus ist nach 1809 entstanden. Es ist ein zweigeschossiges, traufständiges Fachwerkhaus mit einem Zwerchhaus.                                            | 30962622 |      |
| Braunschweiger Straße 10 52° 26′ 38″ N, 10° 0′ 40″ O | Anbau                    | | 30966082 |      |
| Gartenstraße 12 52° 26′ 59″ N, 10° 0′ 28″ O          | Wohnhaus                 | | 30962675 |      |
| Gartenstraße 15 52° 26′ 59″ N, 10° 0′ 29″ O          | Kinderhort               | | 30962692 |      |
| Gartenstraße 29 52° 27′ 0″ N, 10° 0′ 40″ O           | Wohnhaus                 | | 30962754 |      |
| Hannoversche Neustadt 16 52° 26′ 53″ N, 10° 0′ 26″ O | Wohnhaus                 | | 30962771 |      |
| Hannoversche Neustadt 17 52° 26′ 53″ N, 10° 0′ 28″ O | Wohnhaus                 | | 30962788 |      |
| Hannoversche Neustadt 18 52° 26′ 53″ N, 10° 0′ 28″ O | Wohnhaus                 | | 30962805 |      |
| Hannoversche Neustadt 42 52° 26′ 54″ N, 10° 0′ 23″ O | Gasthaus                 | | 30965766 |      |
| Kleine Bahnhofstraße 9 52° 26′ 49″ N, 10° 0′ 17″ O   | Wohn-/Wirtschaftsgebäude | Ackerbürgerhaus. Eines der ältesten Gebäude Burgdorfs, erbaut 1648.                                                                                                  | 30965632 |      |
| Kleine Bahnhofstraße 11 52° 26′ 49″ N, 10° 0′ 16″ O  | Wohnhaus                 | | 30962884 |      |
| Kleine Bahnhofstraße 13 52° 26′ 50″ N, 10° 0′ 17″ O  | Wohn-/Geschäftshaus      | | 30962901 |      |
| Knickstraße 2 52° 26′ 43″ N, 10° 0′ 35″ O            | Wohn-/Wirtschaftsgebäude | Ackerbürgerhaus Knickstraße 2 | 30962918 |      |
| Lönsweg 52° 26′ 36″ N, 10° 0′ 17″ O                  | Hermann-Löns-Denkmal     | | 30962935 |      |
| Marktstraße 13 52° 26′ 47″ N, 10° 0′ 29″ O           | Wohn-/Geschäftshaus      | | 30963072 |      |
| Mittelstraße 18 52° 26′ 50″ N, 10° 0′ 29″ O          | Wohnhaus                 | | 30963668 |      |
| Mühlenstraße 1 52° 26′ 42″ N, 10° 0′ 30″ O           | Wohnhaus                 | | 30963685 |      |
| Neue Torstraße 7 52° 26′ 51″ N, 10° 0′ 25″ O         | Wohnhaus                 | | 30963719 |      |
| Poststraße 2 52° 26′ 46″ N, 10° 0′ 31″ O             | Synagoge                 | In dem 1811 errichteten Gebäude befand sich die Synagoge Burgdorf. Seit 2008 dient das Gebäude als Kulturzentrum unter der Bezeichnung Kulturwerkstadt.              | 30963736 |      |
| Rolandstraße 4 52° 26′ 49″ N, 10° 0′ 9″ O            | Wohnhaus                 | | 30963807 |      |
| Rolandstraße 5 52° 26′ 49″ N, 10° 0′ 10″ O           | Wohnhaus                 | | 30963824 |      |
| Schillerslagerstraße 45 52° 27′ 0″ N, 10° 0′ 4″ O    | Wohnhaus                 | | 30963893 |      |
| Schillerslagerstraße 46 52° 26′ 59″ N, 10° 0′ 5″ O   | Villa                    | | 30963910 |      |
| Schmiedestraße 6 52° 26′ 51″ N, 10° 0′ 20″ O         | Stadtmuseum              | Stallmacherei, ehem. | 30963927 |      |
| Schmiedestraße 9 52° 26′ 51″ N, 10° 0′ 21″ O         | Wohnhaus                 | | 30963946 |      |
| Schmiedestraße 19 52° 26′ 51″ N, 10° 0′ 27″ O        | Wohnhaus                 | | 30963963 |      |
| Schulstraße 12 52° 26′ 57″ N, 10° 0′ 27″ O           | Villa                    | | 30963980 |      |
| Theodorstraße 10 52° 26′ 56″ N, 10° 0′ 12″ O         | Empfangsgebäude          | Das Haus wurde von 1845 bis 1850 erbaut. | 30964129 |      |
| Uetzer Straße 10 52° 26′ 38″ N, 10° 0′ 50″ O         | Wohnhaus                 | | 30964169 |      |
| Uetzer Straße 52° 26′ 42″ N, 10° 1′ 11″ O            | Friedhof                 | Die Geschichte des Jüdischen Friedhofes geht bis auf das Jahr 1692 zurück.                                                                                           | 30964148 |      |
| Vor dem Celler Tor 52° 26′ 52″ N, 10° 0′ 44″ O       | Ehrenmal                 | Völkerschlachtdenkmal | 30964224 |      |
| Vor dem Celler Tor 11 52° 27′ 4″ N, 10° 0′ 47″ O     | Wohnhaus                 | | 30964241 |      |
| Vor dem Celler Tor 12 52° 27′ 5″ N, 10° 0′ 46″ O     | Wohnhaus                 | | 30964258 |      |
| Vor dem Celler Tor 14 52° 27′ 7″ N, 10° 0′ 46″ O     | Wohnhaus                 | | 30964275 |      |
| Vor dem Celler Tor 15 52° 27′ 8″ N, 10° 0′ 46″ O     | Wohnhaus                 | | 30964292 |      |
| Vor dem Celler Tor 91 52° 26′ 59″ N, 10° 0′ 46″ O    | Schule                   | | 30964309 |      |
| Wallgartenstraße 16 52° 27′ 2″ N, 10° 0′ 34″ O       | Wohnhaus                 | | 30964490 |      |

## Dachtmissen

### Einzelbaudenkmale
| Lage                                     | Bezeichnung              | Beschreibung             | ID       | Bild |
| ---------------------------------------- | ------------------------ | ------------------------ | -------- | ---- |
| Salzstraße 8 52° 27′ 54″ N, 10° 2′ 52″ O | Wohn-/Wirtschaftsgebäude | Zweiständer-Fachwerkhaus | 30964541 |      |

## Ehlershausen

### Gruppe: Wohnhaus und Garage Eulenkamp 18
Die Gruppe „Wohnhaus und Garage Eulenkamp 18“ hat die ID 30958352.

| Lage                                     | Bezeichnung | Beschreibung | ID       | Bild |
| ---------------------------------------- | ----------- | ------------ | -------- | ---- |
| Eulenkamp 18 52° 30′ 51″ N, 10° 0′ 49″ O | Wohnhaus    |              | 30965888 | BW   |
| Eulenkamp 18 52° 30′ 51″ N, 10° 0′ 48″ O | Garage      |              | 30965911 | BW   |

## Heeßel

### Gruppe: Hofanlagen Alt Ahrbeck
Die Gruppe „Hofanlagen Alt Ahrbeck“ hat die ID 30958169.

| Lage                                      | Bezeichnung              | Beschreibung | ID       | Bild |
| ----------------------------------------- | ------------------------ | --- | -------- | ---- |
| Alt Ahrbeck 1 52° 26′ 11″ N, 9° 59′ 27″ O | Wohnhaus                 | Die Hofstelle ist die größte des Ortes. Das Wirtschaftsgebäude wurde zu Wohnzwecken umgebaut, dazu kommen als Gebäude noch das eigentliche Wohnhaus, eine Remise und einen Stall. Das Wohnhaus wurde 1895 erbaut, es hat mit dem sieben Achsen und zwei Geschossen schon fast die Gestalt eines Guthauses. Die Fassade ist durch Lisenen und horizontale Bänder gegliedert. Der Eingang befindet sich in der Mitte, davor eine kleine Freitreppe. | 30962239 | BW   |
| Alt Ahrbeck 1 52° 26′ 12″ N, 9° 59′ 27″ O | Wirtschaftsgebäude       | | 30962295 | BW   |
| Alt Ahrbeck 1 52° 26′ 12″ N, 9° 59′ 27″ O | Scheune                  | | 30962277 | BW   |
| Alt Ahrbeck 1 52° 26′ 12″ N, 9° 59′ 25″ O | Mauer                    | | 30962313 | BW   |
| Alt Ahrbeck 1 52° 26′ 11″ N, 9° 59′ 26″ O | Wirtschaftsgebäude       | | 30962295 | BW   |
| Alt Ahrbeck 2 52° 26′ 9″ N, 9° 59′ 26″ O  | Wohn-/Wirtschaftsgebäude | Diese Hofstelle ist ähnlich bebaut, wie die nachbarliche Hofstelle Alt Ahrbeck 1. Das Wohnhaus wurde am Ende des 18. Jahrhunderts erbaut, das Zwerchhaus wurde im 19. Jahrhundert hinzugefügt. | 30962259 | BW   |
| Alt Ahrbeck 3 52° 26′ 8″ N, 9° 59′ 29″ O  | Wohn-/Wirtschaftsgebäude | Das Wohn-/Wirtschaftsgebäude wurde zum Ende des 18. Jahrhunderts erbaut. Es liegt weit von der Straße weg. Das Gebäude ist ein Zweiständerhallenhaus. | 30965592 | BW   |
| Alt Ahrbeck 3 52° 26′ 8″ N, 9° 59′ 27″ O  | Scheune                  | | 30965572 | BW   |
| Alt Ahrbeck 3 52° 26′ 7″ N, 9° 59′ 32″ O  | Speicher und Backhaus    | | 33781307 | BW   |
| Alt Ahrbeck 3 52° 26′ 8″ N, 9° 59′ 28″ O  | Stall                    | | 30962349 | BW   |

### Gruppe: Hofanlage Dorfstraße
Die Gruppe „Hofanlage Dorfstraße“ hat die ID 30958281.

| Lage                                      | Bezeichnung              | Beschreibung | ID       | Bild |
| ----------------------------------------- | ------------------------ | --- | -------- | ---- |
| Dorfstraße 18 52° 26′ 38″ N, 9° 58′ 48″ O | Scheune                  | Das Gehöft wurde um 1813 erbaut, das Wohnhaus wurde im späten 18. Jahrhundert erbaut. Zur Straße hin steht eine Querdurchfahrtscheune und schließt den Hof zur Straße ab. | 30964575 |      |
| Dorfstraße 18 52° 26′ 38″ N, 9° 58′ 49″ O | Stall                    | | 30964593 | BW   |
| Dorfstraße 18 52° 26′ 37″ N, 9° 58′ 49″ O | Wohn-/Wirtschaftsgebäude | | 30964557 | BW   |

### Einzelbaudenkmale
| Lage                                      | Bezeichnung | Beschreibung | ID       | Bild |
| ----------------------------------------- | ----------- | --- | -------- | ---- |
| Dorfstraße 38 52° 26′ 30″ N, 9° 58′ 27″ O | Wohnhaus    | Das Wohnhaus hat ein Geschoss und ein Krüppelwalmdach. Es verbindet den Jugendstil mit dem historischen Landhausstil. | 30964611 |      |

## Hülptingsen

### Einzelbaudenkmale
| Lage                                        | Bezeichnung | Beschreibung | ID       | Bild |
| ------------------------------------------- | ----------- | ------------ | -------- | ---- |
| Vor den Höfen 30 52° 26′ 51″ N, 10° 2′ 1″ O | Wohnhaus    |              | 30964628 |      |

## Otze

### Gruppe: Hof-, und Kirchenanl. Kapellenweg
Die Gruppe „Hof-, und Kirchenanl. Kapellenweg“ hat die ID 30958291.

| Lage                                      | Bezeichnung              | Beschreibung       | ID       | Bild |
| ----------------------------------------- | ------------------------ | ------------------ | -------- | ---- |
| Kapellenweg 17 52° 29′ 7″ N, 10° 0′ 42″ O | Schule                   | Gemeindeverwaltung | 30964758 |      |
| Kapellenweg 18 52° 29′ 8″ N, 10° 0′ 42″ O | Feuerwehrhaus            |                    | 30964796 |      |
| Kapellenweg 17 52° 29′ 8″ N, 10° 0′ 42″ O | Wohn-/Wirtschaftsgebäude |                    | 30964778 |      |
| Kapellenweg 52° 29′ 7″ N, 10° 0′ 42″ O    | Kapelle                  | Kapelle Otze       | 30964720 |      |
| Kapellenweg 52° 29′ 7″ N, 10° 0′ 41″ O    | Kirchhof                 |                    | 30964740 | BW   |

### Einzelbaudenkmale
| Lage                                                      | Bezeichnung  | Beschreibung | ID       | Bild |
| --------------------------------------------------------- | ------------ | ------------ | -------- | ---- |
| Am Friedhof / Burgdorfer Str. 52° 29′ 11″ N, 10° 0′ 34″ O | Gedenkstätte |              | 30964650 |      |
| Freiengericht/Kapellenweg 52° 29′ 10″ N, 10° 0′ 40″ O     | Ehrenmal     |              | 30964684 |      |
| Am Speicher 7 52° 29′ 8″ N, 10° 0′ 45″ O                  | Speicher     |              | 30964701 |      |
| Burgdorfer Straße 43 52° 29′ 9″ N, 10° 0′ 35″ O           | Gaststätte   |              | 30964667 |      |
| B 3 52° 28′ 56″ N, 9° 59′ 13″ O                           | Meilenstein  |              | 30965801 | BW   |

## Ramlingen

### Gruppe: Hofanlagen Ahornallee
Die Gruppe „Hofanlagen Ahornallee“ hat die ID 30958169.

| Lage                                       | Bezeichnung              | Beschreibung                                      | ID       | Bild |
| ------------------------------------------ | ------------------------ | ------------------------------------------------- | -------- | ---- |
| Ahornallee 52° 30′ 41″ N, 9° 59′ 33″ O     | Feuerwehrgerätehaus      |                                                   | 30964814 |      |
| Grüne Allee 3 52° 30′ 37″ N, 9° 59′ 45″ O  | Scheune                  |                                                   | 30964869 |      |
| Grüne Allee 5A 52° 30′ 38″ N, 9° 59′ 43″ O | Scheune                  |                                                   | 30964887 |      |
| Grüne Allee 7 52° 30′ 38″ N, 9° 59′ 41″ O  | Scheune                  |                                                   | 30964905 | BW   |
| Grüne Allee 9 52° 30′ 38″ N, 9° 59′ 38″ O  | Wohn-/Wirtschaftsgebäude |                                                   | 30964923 | BW   |
| Grüne Allee 9 52° 30′ 38″ N, 9° 59′ 38″ O  | Wohnhaus                 |                                                   | 30964943 |      |
| Grüne Allee 11 52° 30′ 39″ N, 9° 59′ 36″ O | Wohn-/Wirtschaftsgebäude |                                                   | 30964978 | BW   |
| Grüne Allee 11 52° 30′ 38″ N, 9° 59′ 35″ O | Scheune                  |                                                   | 30964996 | BW   |
| Grüne Allee 13 52° 30′ 38″ N, 9° 59′ 33″ O | Wohnhaus                 |                                                   | 30965032 |      |
| Grüne Allee 13 52° 30′ 41″ N, 9° 59′ 35″ O | Speicher                 |                                                   | 30965050 | BW   |
| Grüne Allee 13 52° 30′ 38″ N, 9° 59′ 34″ O | Scheune                  |                                                   | 30965978 | BW   |
| Grüne Allee 52° 30′ 38″ N, 9° 59′ 31″ O    | Kapelle                  | Die Kapelle Ramlingen wurde im Jahre 1698 erbaut. | 30964849 |      |
| Grüne Allee 15 52° 30′ 39″ N, 9° 59′ 30″ O | Wohn-/Wirtschaftsgebäude |                                                   | 30965086 |      |

### Gruppe: Hofanlagen Grüne Allee
Die Gruppe „Hofanlagen Grüne Allee“ hat die ID 30958312.

| Lage                                        | Bezeichnung              | Beschreibung | ID       | Bild |
| ------------------------------------------- | ------------------------ | ------------ | -------- | ---- |
| Grüne Allee 14 52° 30′ 37″ N, 9° 59′ 34″ O  | Wohnhaus                 |              | 30965068 | BW   |
| Grüne Allee 16 52° 30′ 38″ N, 9° 59′ 33″ O  | Einfriedung              |              | 30965104 | BW   |
| Grüne Allee 18 52° 30′ 37″ N, 9° 59′ 31″ O  | Wirtschaftsgebäude       |              | 30965140 | BW   |
| Grüne Allee 18 52° 30′ 37″ N, 9° 59′ 30″ O  | Wohnhaus                 |              | 30965122 | BW   |
| Grüne Allee 20 52° 30′ 37″ N, 9° 59′ 26″ O  | Wohn-/Wirtschaftsgebäude |              | 30965158 | BW   |
| Grüne Allee 22 52° 30′ 38″ N, 9° 59′ 27″ O  | Scheune                  |              | 30965996 | BW   |
| Grüne Allee 22 52° 30′ 35″ N, 9° 59′ 26″ O  | Wirtschaftsgebäude       |              | 30965176 | BW   |
| Grüne Allee 22 52° 30′ 35″ N, 9° 59′ 26″ O  | Wohn-/Wirtschaftsgebäude |              | 30965670 | BW   |
| Grüne Allee 22A 52° 30′ 38″ N, 9° 59′ 25″ O | Altenteil                |              | 30965213 | BW   |
| Grüne Allee 22B 52° 30′ 39″ N, 9° 59′ 24″ O | Scheune                  |              | 30965249 | BW   |
| Grüne Allee 24 52° 30′ 38″ N, 9° 59′ 21″ O  | Wohnhaus                 |              | 30965231 | BW   |

### Einzelbaudenkmale
| Lage                                       | Bezeichnung    | Beschreibung | ID       | Bild |
| ------------------------------------------ | -------------- | ------------ | -------- | ---- |
| Am Fuhrenkamp 52° 30′ 42″ N, 9° 59′ 10″ O  | Kriegerdenkmal |              | 30964832 | BW   |
| Grüne Allee 10 52° 30′ 33″ N, 9° 59′ 38″ O | Backhaus       |              | 30964961 | BW   |

## Schillerslage

### Gruppe: Hofanlage Amboßweg
Die Gruppe „Hofanlage Amboßweg“ hat die ID 30958332.

| Lage                                   | Bezeichnung              | Beschreibung | ID       | Bild |
| -------------------------------------- | ------------------------ | --- | -------- | ---- |
| Amboßweg 10 52° 28′ 0″ N, 9° 58′ 15″ O | Wohn-/Wirtschaftsgebäude | Die Poststation wurde im Jahre 1787 als großer Hof eingerichtet. Die Ställe wurden um 1800 erbaut und im 19. Jahrhundert erneuert. Auf Grund der Größe der Ställe muss von häufigen Pferdeausspannen und vielen Umstiegen ausgegangen werden. Bis zu 42 Pferde waren hier für den Postbetrieb reserviert. Schillerslage lag damals am Neuen Postweg, an der B 3 befindet sich noch ein Inschriftenstein mit der Inschrift „König L. Wegbau“. Der Postbetrieb wurde 1860 aufgrund der zunehmenden Konkurrenz durch die neue Eisenbahnlinie Lehrte–Celle eingestellt. Auf dem Posthof wurde am 29. März 1787 der Posthaltersohn Philipp Carl Sprengel geboren, der als Begründer der Mineraltheorie gilt, wonach die dem Boden entzogenen Nährstoffe zu ersetzen sind. | 30965688 |      |
| Amboßweg 10 52° 28′ 0″ N, 9° 58′ 16″ O | Nebengebäude             | | 30965325 |      |
| Amboßweg 10 52° 28′ 1″ N, 9° 58′ 15″ O | Hofpflasterung           | | 30965343 |      |

### Gruppe: Hofanlagen Alter Dorfteich
Die Gruppe „Hofanlagen Alter Dorfteich“ hat die ID 30958322.

| Lage                                          | Bezeichnung            | Beschreibung                                                | ID       | Bild |
| --------------------------------------------- | ---------------------- | ----------------------------------------------------------- | -------- | ---- |
| Alter Dorfteich 5 52° 27′ 55″ N, 9° 58′ 21″ O | Wohnwirtschaftsgebäude | Das Gebäude wurde im Jahre 1767 als Zweiständerhaus erbaut. | 30965727 |      |
| Alter Dorfteich 5 52° 27′ 56″ N, 9° 58′ 20″ O | Nebengebäude           |                                                             | 30965268 |      |
| Alter Dorfteich 7 52° 27′ 55″ N, 9° 58′ 19″ O | Wohnwirtschaftsgebäude | Das Gebäude wurde im Jahre 1746 als Zweiständerhaus erbaut. | 30965706 |      |
| Alter Dorfteich 7 52° 27′ 55″ N, 9° 58′ 21″ O | Scheune                |                                                             | 30965288 |      |

### Einzelbaudenkmale
| Lage                                      | Bezeichnung              | Beschreibung | ID       | Bild |
| ----------------------------------------- | ------------------------ | --- | -------- | ---- |
| Im Dorfe 1 52° 27′ 58″ N, 9° 58′ 32″ O    | Schule                   | Die ehemalige Schule wurde im Jahre 1792 erbaut, um 1890 wurde die Schule um einen Anbau erweitert.                                                                               | 30965402 |      |
| Im Dorfe 2 52° 27′ 59″ N, 9° 58′ 39″ O    | Wohnhaus                 | Die Villa wurde im Jahre 1912 im Landhausstil erbaut. Die Villa liegt südlich des Denkmales, welches auf einem Dreieck steht, das die Straßen Im Dorfe und Sprengelstraße bildet. | 30965419 |      |
| Im Dorfe 6a 52° 27′ 56″ N, 9° 58′ 33″ O   | Wohn-/Wirtschaftsgebäude | Der Vierständerbau wurde 1824 erbaut. | 30965436 |      |
| Sprengelstraße 52° 28′ 0″ N, 9° 58′ 38″ O | Gedenkstätte             | Das Kriegerdenkmal steht an der Ecke Im Dorfe und Sprengelstraße. Der Platz mit Stieleichen wurde 1913 eingerichtet.                                                              | 30965470 |      |
| Sprengelstraße 52° 27′ 59″ N, 9° 59′ 2″ O | Gedenkstätte             | Das Kriegerdenkmal wurde 1931 von der Gemeinde Schillerslage errichtet und 2006 saniert. Es zeigt auf Marmortafeln die Namen von Kriegstoten beider Weltkriege aus der Gemeinde.  | 30965487 |      |
| Zollstraße 52° 27′ 57″ N, 9° 58′ 5″ O     | Durchlass                | | 30965383 |      |
| Zollstraße 52° 27′ 44″ N, 9° 57′ 42″ O    | Durchlass                | | 30965362 | BW   |

## Sorgensen

### Einzelbaudenkmale
| Lage                                        | Bezeichnung | Beschreibung            | ID       | Bild |
| ------------------------------------------- | ----------- | ----------------------- | -------- | ---- |
| Sorgenser Mühle 52° 27′ 44″ N, 10° 0′ 46″ O | Mühle       | Sorgenser Bockwindmühle | 30965538 |      |

## Weferlingsen

### Einzelbaudenkmale
| Lage                                               | Bezeichnung              | Beschreibung          | ID       | Bild |
| -------------------------------------------------- | ------------------------ | --------------------- | -------- | ---- |
| Obershagener Straße 11 52° 28′ 44″ N, 10° 2′ 48″ O | Wohn-/Wirtschaftsgebäude | Zweiständerhallenhaus | 30965748 | BW   |

## Ehemalige Baudenkmale
| Lage                                                   | Bezeichnung | Beschreibung | ID | Bild                                                                                             |
| ------------------------------------------------------ | ----------- | --- | -- | ------------------------------------------------------------------------------------------------ |
| Beinhorn B 3 52° 27′ 1″ N, 9° 55′ 52″ O                | Monolith    | Grenzstein zwischen den ehemaligen Ämtern Burgdorf und Burgwedel. Der 85 cm hohe Monolith mit 48×48 cm Grundfläche steht an der alten Poststraße, der heutigen B 3. Die Inschrift besagt, dass Burgwedel 1709 Ruthen und 15 Fuß entfernt ist (1709R:15F). Die Inschrift der anderen Seite nennt die Entfernung nach Burgdorf (1128R:21F). |    |                                                                                                  |
| Burgdorf Föhrenkamp 14–18 52° 27′ 20″ N, 9° 59′ 34″ O  | Wohnhäuser  | Die Häuser werden auch als Starenhof bezeichnet. Die Fachwerk und Ziegelbauten wurden um 1890 erbaut. Es sind eingeschossige, traufständige Häuser mit einem Zwerchhaus. Das besondere an den Häusern sind die etwa 500 Brutkästen für Stare.                                                                                             |    |                                                                                                  |
| Otze Beekgarten 6 52° 29′ 7″ N, 10° 0′ 47″ O           | Wohnhaus    | |    | [[Vorlage:Bilderwunsch/code!/C:52.48533,10.01294!/D:Otze Beekgarten 6, Wohnhaus!/\|BW]]          |
| Burgdorf Immenser Straße 3 52° 26′ 34″ N, 10° 0′ 48″ O | Wohnhaus    | |    | [[Vorlage:Bilderwunsch/code!/C:52.44276,10.01336!/D:Burgdorf Immenser Straße 3, Wohnhaus!/\|BW]] |